# Личная жизнь Кузяева Валентина
«Ли́чная жи́знь Кузя́ева Валенти́на» — советский художественный фильм, снятый режиссёрами Игорем Масленниковым и Ильёй Авербахом.

## Сюжет
В фильме рассказывается о парне, которого случайно остановили на одной из ленинградских улиц и предложили принять участие в телепередаче «Кем я хочу стать». Главный герой — старшеклассник Валентин Кузяев, этакий невзрачный паренёк, недотёпа по прозвищу Кузя. Для участия в передаче Валентин должен был заполнить специальную анкету; кроме того, Валентин соврал, что ведёт личный дневник. После этого Кузя решает быстренько написать такой дневник, чтоб не выглядеть вруном в глазах ведущих телепередачи. Встречи Кузи с незнакомой девушкой и с отцом показаны в картине словно ожившие страницы его дневника. Также документальным стилем в фильме показаны ленинградские дворы, переулки, прохожие.
Сняли этот фильм Илья Авербах и Игорь Масленников, ещё будучи студентами Высших курсов сценаристов и режиссёров. Изначально Илья Авербах снял новеллы «Аут» и «Папаня», а новеллу «Кузя и Маргарита» снял Игорь Масленников.

## В ролях
- Виктор Ильичёв — Валентин Кузяев
- Тамара Коновалова — Маргарита
- Вера Сонина — помреж Раечка
- Август Балтрушайтис — Володя
- Алексей Кожевников — телерепортёр
- Георгий Штиль — Пётр Кузяев
- Александр Афанасьев — работник телевидения
- Юрий Овсянко — Юрий Петрович, режиссёр
- Мария Пахоменко — певица
- Владимир Лосев — сосед Кузяева
- Анатолий Егоров — приятель Кузяева